# Трума
Недельная глава «Трума» («Трумо», ивр. תרומה‎ — «Приношение»)
Одна из 54 недельных глав — отрывков, на которые разбит текст Пятикнижия (Хумаша).
Глава «Трума» — девятнадцатая по счету глава Торы и седьмая по счету глава книги «Шмот». Своё название, как и все главы, получила по первым значимым словам текста (ва-идабер Адойной эль Моше лемор дабер эль бней Исраэль ва-икху ли трума — «И говорил Господь Моше так: „Говори сынам Исраэля, и пусть возьмут Мне приношение“»). В состав главы входят стихи с 25:1 по 27:19.

## Краткое содержание главы
Всевышний велит еврейскому народу принести подношение — пятнадцать видов различных материалов: золото, серебро, медь; синюю, пурпурную и красную шерсть; лён, козью шерсть, кожи бараньи красные, и кожи тахаша, дерево шитим, оливковое масло, пряности, камни ониксовые и самоцветы, — из которых, как повелевает Бог, они «пусть сделают Мне Святилище, и Я буду пребывать среди них!»
На вершине горы Синай Моше получает подробные указания о том, как должно быть устроено это «жилище Богу», чтобы евреи могли его разбирать, переносить и снова возводить во время странствий по пустыне.
Во внутреннем помещении Святилища — Святая Святых — за искусно сотканной занавесью помещался Ковчег, содержащий Скрижали Завета, на которых были высечены Десять Заповедей. На крышке Ковчега находились фигуры крылатых Крувим, выкованные из чистого золота. В наружном помещении стояла Менора — золотой семисвечник — и золотой Стол для возложения хлеба.
Три стены Святилища возводились из 48 вертикальных балок, каждая из которых была покрыта золотом и устанавливалась в два серебряных подножия. Строение покрывалось тремя слоями покрытий: полотнища многоцветной ткани из шерсти и льна, покрытие из козьей шерсти и покрытие из овечьих шкур и шкур тахаша. Переднюю стороны Святилища закрывала вышитая занавесь, висящая на пяти столбах.
Двор Святилища, где помещался бронзовый Жертвенник, был окружен ограждением из решетчатых льняных полотнищ, висящих на серебряных крючках шестидесяти столбов с серебряными ободьями и медными подножиями.

## Дополнительные факты
Глава разделена на семь отрывков (на иврите — алиёт), которые прочитываются в каждый из дней недели, с тем, чтобы в течение недели прочесть всю главу
- В воскресенье читают псуким с 25:1 по 25:16
- В понедельник читают псуким с 25:17 по 25:30
- Во вторник читают псуким с 25:31 по 26:14
- В среду читают псуким с 26:15 по 26:30
- В четверг читают псуким с 26:31 по 26:37
- В пятницу читают псуким с 27:1 по 27:8
- В субботу читают псуким с 27:9 по 27:19

В понедельник и четверг во время утренней молитвы в синагогах публично читают отрывки из соответствующей недельной главы. Для главы «Трума» это псуким с 25:1 до 25:16
В субботу, после недельной главы читается дополнительный отрывок афтара — отрывок из книги Млахим I, псуким (5:26-6:13).